# TMEM199
TMEM199 (англ. Transmembrane protein 199) – білок, який кодується однойменним геном, розташованим у людей на 17-й хромосомі. Довжина поліпептидного ланцюга білка становить 208 амінокислот, а молекулярна маса — 23 130.
| 10         |  | 20         |  | 30         |  | 40         |  | 50         |
| ---------- |  | ---------- |  | ---------- |  | ---------- |  | ---------- |
| MASSLLAGER |  | LVRALGPGGE |  | LEPERLPRKL |  | RAELEAALGK |  | KHKGGDSSSG |
| PQRLVSFRLI |  | RDLHQHLRER |  | DSKLYLHELL |  | EGSEIYLPEV |  | VKPPRNPELV |
| ARLEKIKIQL |  | ANEEYKRITR |  | NVTCQDTRHG |  | GTLSDLGKQV |  | RSLKALVITI |
| FNFIVTVVAA |  | FVCTYLGSQY |  | IFTEMASRVL |  | AALIVASVVG |  | LAELYVMVRA |
| MEGELGEL   |  |            |  |            |  |            |  |            |

A: Аланін

C: Цистеїн

D: Аспарагінова кислота

E: Глутамінова кислота

F: Фенілаланін

G: Гліцин

H: Гістидин

I: Ізолейцин

K: Лізин

L: Лейцин

M: Метіонін

N: Аспарагін

P: Пролін

Q: Глутамін

R: Аргінін

S: Серин

T: Треонін

V: Валін

Задіяний у такому біологічному процесі, як ацетилювання. 
Локалізований у мембрані, цитоплазматичних везикулах.